# Scriptaphyosemion
Scriptaphyosemion là một chi cá trong họ Aplocheilidae, gồm các loài cá bản địa của châu Phi.

## Các loài
Hiện hành có 13 loài được ghi nhận trong chi này:
- Scriptaphyosemion banforense (Seegers, 1982)
- Scriptaphyosemion bertholdi (Roloff, 1965) (Berthold's killi)
- Scriptaphyosemion brueningi (Roloff, 1971) (Bruening's killi)
- Scriptaphyosemion cauveti (Romand & Ozouf-Costaz, 1995) (Kindia killi)
- Scriptaphyosemion chaytori (Roloff, 1971)
- Scriptaphyosemion etzeli (Berkenkamp, 1979)
- Scriptaphyosemion fredrodi (Vandersmisson, Etzel & Berkenkamp, 1980)
- Scriptaphyosemion geryi (J. G. Lambert, 1958) (Gérys killi)
- Scriptaphyosemion guignardi (Romand, 1981)
- Scriptaphyosemion liberiense (Boulenger, 1908)
- Scriptaphyosemion roloffi (Roloff, 1936)
- Scriptaphyosemion schmitti (Romand, 1979)
- Scriptaphyosemion wieseae Sonnenberg & Busch, 2012[2]